# Мафаи, Марио
Ма́рио Мафа́и (итал. Mario Mafai; 12 февраля 1902, Рим — 31 марта 1965, там же) — итальянский художник. Вместе с женой Антониеттой Рафаэль основал так называемую римскую школу живописи. На раннем этапе творчества был близок к экспрессионизму, позднее — к абстракции.

## Биография и творчество
Родился в 1902 году в Риме, в семье нотариуса. Окончив среднюю школу, поступил в технический лицей, но около 1917 года бросил учёбу ради занятий живописью. С 1921 года посещал курсы Английской и Французской академий в Риме. В 1924 году познакомился с художником Джино Боники (позднее известным как Шипионе); вместе с ним посещал занятия в Школе обнажённой натуры (Scuola Libera del Nudo) при Римской академии изящных искусств. Там же он познакомился с художницей Антониеттой Рафаэль (1895—1975), дочерью ковенского раввина. В 1925 году они заключили брак; впоследствии у них родились три дочери.
В 1927 году Марио и Антониетта поселились на виа Кавур, неподалёку от Колизея. У них часто бывали Шипионе и скульптор Ренато Марино Маццакурати. В тот же период Мафаи сблизился с Джузеппе Унгаретти, Леонардо Синисгалли, Энрико Фалькуи, Либеро де Либеро и др. В 1929 году состоялась его совместная выставка с Шипионе. Представленные на ней пейзажи и портреты Чиприано Эфизио Оппо охарактеризовал как «антиимпрессионистские» и сравнил с творчеством Утрилло, Дерена и Вламинка. В тот же период Роберто Лонги назвал объединение художников Мафаи, Рафаэль и Шипионе «школой Виа Кавур». Впоследствии на её основе сложилась так называемая «римская школа», возникшая как реакция на неоклассические тенденции и близкая к экспрессионизму.
В начале 1930-х годов Мафаи с женой побывали в Париже. По возвращении в Рим Мафаи выставил, совместно с Шипионе, свои новые работы. Его манера претерпела значительные изменения: импасто в тёмных тонах сменились более светлой палитрой, возрос интерес художника к передаче света. Новым художественным ориентиром для него стало творчество Филиппо де Пизиса и Джорджо Моранди, под влиянием которых его живопись приобрела более лиричный, медитативный характер. Одной из излюбленных тем художника в этот период стали цветы. В 1931—1932 годах Мафаи много выставлялся, вместе с другими представителями римской школы: в Риме, Венеции, США. 1933—1934 годы оказались особенно продуктивными: именно в этот период он создал ряд наиболее известных своих работ. В 1935 году состоялась его персональная выставка, на которой были представлены 29 картин. В 1937 году на персональной выставке Мафаи в Риме демонстрировалась серия «Разрушения» (Demolizioni), посвящённая сносу зданий в исторической части Рима.
В 1939 году Мафаи с семьёй переехал в Геную, где познакомился с Джакомо Манцу, Ренато Гуттузо, Камилло Сбарбаро, Ренато Биролли. В том же году на выставке объединения «Корренте» он представил антифашистский цикл «Фантазии»: гротескные образы, вдохновлённые творчеством Гойи, Гроса и Жерико и передающие тяжёлую, гнетущую атмосферу предвоенных лет. В 1940 году состоялась его персональная выставка в Милане, в 1941 — в Генуе. В 1943 году Мафаи вернулся в Рим и принял в 1944 году участие в выставке «Искусство против варварства», где представил свои «Фантазии».
В 1948 году Мафаи стал членом Итальянской коммунистической партии. В том же году в Венеции прошла его персональная выставка, на которой экспонировались работы с 1938 по 1947 год. В 1950-х годах в творчестве художника наметились новые тенденции: его работы приблизились к абстракции. Позднее, в 1960-х годах, он много экспериментировал с цветом, материалом и фактурой. В 1950-х — 1960-х годах Мафаи преподавал в академиях Флоренции и Рима. Последняя его персональная выставка состоялась в Риме в 1964 году.
Марио Мафаи умер в Риме 31 марта 1965 года. Работы художника находятся в музеях и частных коллекциях Италии, представлены также в собраниях музеев других стран.